# Parafia św. Stanisława Biskupa i Męczennika w Krakowie (Grzegórzki)
Parafia św. Stanisława Biskupa i Męczennika w Krakowie – parafia rzymskokatolicka należąca do dekanatu Kraków-Kazimierz archidiecezji krakowskiej na os. Dąbie przy ulicy Zwycięstwa.

## Historia parafii
Została utworzona w 1983 r. 18 listopada 1983 r. kard. Franciszek Macharski dokonał poświęcenia placu pod budowę kościoła, 27 września 1985 r. ten sam kardynał dokonał wmurowania Aktu Erekcyjnego i kamienia węgielnego (pochodzącego z Grobu Św. Piotra).
Projektantem świątyni został mieszkaniec Dąbia – inż. Henryk Kamiński. Budynek, zaprojektowany w kształcie mitry biskupiej wzniesiono nad Wisłą, w miejscu w którym w przeszłości znajdował się austriacki szaniec. Zanim udostępniono wiernym główny budynek, do 1994 r. nabożeństwa odbywały się w dolnej części świątyni, a także przy drewnianym ołtarzu polowym.
Kościół parafialny znajduje się przy ulicy Półkole 9a, a kancelaria parafialna  przy ulicy Półkole 11a.

## Proboszczowie
- ks. Stefan Mazgaj (1976–1989)
- ks. Wiesław Macuda (1989–2005)
- ks. Stanisław Sudoł (2005–2012)
- ks. Paweł Gawron (od 2012)

## Wspólnoty parafialne
- Rada duszpastersko-budowlana
- Schola „Promyki”
- Służba Liturgiczna Ołtarza – ministranci i lektorzy
- Grupa misyjna
- Zespół charytatywny
- Legion Maryi
- Wspólnota Żywy Różaniec
- Krąg Ruchu Domowego Kościoła
- Chór parafialny

## Wydawnictwa
- Miesięcznik parafialny „Dąbianin”

## Zasięg parafii
Ulice: Bajeczna, Błonie-Beszcz, Dąbska, Jachowicza, Kosynierów, Na Szaniec, Niepołomska, Nizinna, Ofiar Dąbia, al. Pokoju nry parzyste 20-30 i nieparzyste 35-45, Półkole, Sierpowa, Świtezianki, Widok, Zajęcza, Zwycięstwa.